# Samy Kehli
Samy Loïs Kehli (* 27. Januar 1991 in Saint-Avold) ist ein französisch-algerischer Fußballspieler.

## Karriere
Kehli begann mit dem Fußballspielen in der Nachwuchsakademie (Centre de Formation) des FC Metz. Am 9. Mai 2010 gab er sein Debüt im Herrenbereich, als er beim 3:0-Sieg der Reservemannschaft am 27. Spieltag in der fünftklassigen CFA 2 in der 60. Minute für Mehdi Boussba eingewechselt wurde und in der 87. Minute den Treffer zum Endstand markierte. Am Ende der Saison stand der Aufstieg in die CFA.
Mit seiner Einwechslung mit Beginn der zweiten Halbzeit beim 1:0-Sieg am 5. September 2010 am fünften Spieltag gegen Compiègne gab Kehli sein Debüt in der CFA. Am 29. Januar 2011 gab er sein Profidebüt am 21. Spieltag im Spiel gegen ES Troyes AC, als er nach elf Minuten für Yeni N'Gbakoto eingewechselt wurde. In dieser Saison kam er auf elf Einsätze in der zweiten Liga. In der Reservemannschaft in der Regionalliga kam er zu sieben Einsätzen. Am 24. Juni 2011 unterschrieb er einen Profivertrag, der seit dem 1. Juli 2011 Gültigkeit hat. Am 21. April 2012 erzielte Kehli beim 9:0-Sieg der Reservemannschaft am 28. Spieltag gegen Jura Sud sein erstes Tor im Herrenbereich. Für die Reserveelf kam Kehli zu 16 Einsätzen und für die erste Mannschaft zu acht. Die Erste Mannschaft stieg zum Ende der Saison aus der Ligue 2 in die dritte Liga ab.
Am 3. August 2012 gab Kehli im Trikot der ersten Mannschaft beim 2:1-Sieg am ersten Spieltag der dritten Liga gegen US Boulogne sein Debüt in der Liga, als er in der 89. Minute für Diafra Sakho eingewechselt wurde. Am 17. August 2012 erzielte er mit dem Tor zum 2:0-Endstand beim Sieg gegen Le Poiré sur Vie am dritten Spieltag sein erstes Tor für die erste Mannschaft, nachdem er in der 64. Minute eingewechselt worden war. Für die erste Mannschaft kam er zu elf Einsätzen und zwei Toren; am Ende der Saison stand der direkte Wiederaufstieg in die zweite Liga. Außerdem kam er zu jeweils einem Einsatz im französischen Pokalwettbewerb und im Ligapokal. Für die Reservemannschaft kam Kehli zu 13 Einsätzen und sechs Toren; die Reservemannschaft stieg zum Ende der Saison wieder in die Oberliga ab.
Kurze Zeit später wechselte er auf Leihbasis zum belgischen Zweitligisten Royal Excelsior Virton. Zur Saison 2014/15 kehrte er zum FC Metz zurück. Kurze Zeit später ging Kehli erneut auf Leihbasis nach Belgien, dieses Mal zum Drittligisten Seraing United. Zur Saison 2015/16 kehrte er erneut zum FC Metz zurück. Für die Profis kam er zu lediglich vier Einsätzen; für die Reservemannschaft spielte er in 13 Partien, in denen er fünf Tore erzielte. Zur Saison 2016/17 schloss Kehli sich dem belgischen Zweitligisten KSV Roeselare an. Nach einer Spielzeit wechselte er im Sommer 2017 zum KSC Lokeren. Doch schon im Winter wurde er an Zweitligist Oud-Heverlee Löwen verliehen und am Saisonende vom Verein fest verpflichtet. Dort war er drei Spielzeiten aktiv und wechselte anschließend nach anderthalbjähriger Vereinslosigkeit im Oktober 2022 weiter zum RFC Union Luxemburg in die BGL Ligue. Seit dem Sommer 2023 ist er wieder in seiner Heimatregion aktiv und spielt für den Amateurverein APM Metz.